# Толстой, Павел Дмитриевич
Граф Павел Дмитриевич Толстой (1797—1875) — российский государственный деятель, камергер (1836), тайный советник (1846).

## Биография
Родился 12 (23) апреля 1797 года в семье тайного советника, графа Дмитрия Александровича Толстого и княгини Екатерины Александровны Вяземской (1769—1824), дочери генерал-прокурора князя А. А. Вяземского. Брат Михаил. Правнук Л. В. Измайлова и П. П. Толстого, праправнук И. И. Скоропадского и М. М. Голицына. Родной племянник Николая и Петра Толстых.
В службе с 1817 года. В 1818 году после окончания Пажеского корпуса произведён в подпоручики с назначением в Перновский 3-й гренадерский полк и в Преображенский лейб-гвардии полк. С 1828 года в звании полковника гвардии командовал 1-м батальоном Семёновского лейб-гвардии полка.
С 1836 года находился на гражданской службе, 31 декабря был произведён в действительные статские советники, в звании камергера в 1840 году назначен управляющим гофмейстерской частью Двора Его Императорского Высочества принца П. Г. Ольденбургского.
В 1846 году произведён в тайные советники. Был награждён всеми российскими орденами вплоть до ордена Святого Александра Невского пожалованного ему в 1868 году. По воспоминаниям С. Д. Шереметева: 

Граф Толстой был тип старого барина, редкий, чудесный человек, благороднейший и добрейший. Он любил молодежь и был живой и бодрый старик, не выносивший надменности и чванства. Седая как лунь голова с седыми небольшими бакенбардами и высокого роста, он всегда, даже дома, носил белый галстук. Он любил рассказывать, вспоминать о своей молодости, бывал забавен, большой был охотник до анекдотов, держался независимо и с большим достоинством, отлично знал свои служебные обязанности и до тонкости изучил искусство приемов. Дети его очень любили, он слегка их баловал, но умел при случае быть внушительным.

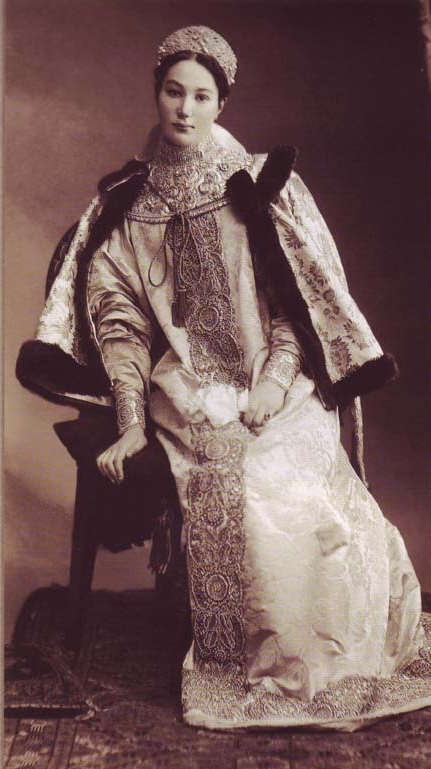
Внучка, Александра Дмитриевна Толстая

Умер 29 октября (10 ноября) 1875 года. Похоронен в Сергиевой Приморской пустыни.

## Семья
Жена (с 10 февраля 1843 года) — баронесса Софья Егоровна фон Аретин (06.06.1811—07.06.1893), дочь баварского барона, фрейлина принцессы Ольденбургской и кавалерственная дама баварского ордена Св. Анны (1837). С юности была дружна с Эрнестиной Пфеффель, второй женой Ф. И. Тютчева, позже дружила и с самим поэтом. Она долго отказывала Толстому и только после седьмого предложения согласилась выйти за него замуж. Похоронена рядом с мужем. Дети:
- Дмитрий (1843—1894), церемониймейстер, владелец усадьбы Грудиновка.
- Михаил (1845—1913), генерал-майор.
- Мария (1846—1917), фрейлина двора (23.10.1866), «красивая и милая девушка»[4].
- Александр (1849—1913), полковник лейб-гвардии гусарского полка.
- Софья (1851—1902), фрейлина двора (16.04.1872).